# ماریا مونترسو
ماریا مونترسو (انگلیسی: María Monterroso؛ زادهٔ ۳۰ نوامبر ۱۹۹۳) بازیکن فوتبال اهل گواتمالا است.
وی همچنین در تیم‌های ملی فوتبال Guatemala women's national under-20 football team و Guatemala women's national football team بازی کرده‌است.